# Руксандра Драгомир
Руксандра Марија Драгомир Илије (рум. Ruxandra Maria Dragomir Ilie; 24. октобар 1972) је бивша професионална румунска тенисерка. У каријери је освојила четири појединачна турнира и тако достигла 15. место на ВТА листи у појединачној конкуренцији.

## Приватан живот
Руксандра Драгомир једина је кћерка Николаја, власника пијаце, и његове супруге Марије. Рођена је 24. октобра 1972. године у Питештију, али је током целе каријере живела и тренирала у Букурешту. Тенис је почела да игра са осам година, а сем тога воли спортове као што су скијање, пливање и фудбал. Почетком 2001. године удала се за Флорента Илијеа и професионално се представљала као Руксандра Драгомир Илије све до свог повлачења.

## Каријера
Драгомир је тенис почела да игра са осам година и од почетка до краја каријере тренирала ју је Флоренца Михај. 1990. године је, заједно са Румунком Ирином Спирлеом, освојила Отворено првенство Француске у конкуренцији парова јуниорки. Исте године је постала и професионалац.
У каријери је освојила четири турнира у појединачној, и пет турнира у конкуренцији парова. Три пута је учествовала на Олимпијским играма — 1992. у Барселони, 1996. у Атланти и 2000. у Сиднеју. Из света професионалног тениса повукла се 2005. године. Њена добра пријатељица међу тенисеркама је Хрватица Ива Мајоли, а такође је велики обожавалац и поштовалац Роџера Федерера.

## ВТА финала (18)

### Победе појединачно (4)
| Легенда           |
| ----------------- |
| Тијер I (0)       |
| Тијер II (0)      |
| Тијер III (1)     |
| Тијер IV (3)      |
| Гренд слем (0)    |
| ВТА шампионат (0) |

| Бр. | Датум               | Турнир                    | Локација                      | Подлога | Противница         | Резултат'     |
| 1.  | 10. мај 1996.       | Велика награда Будимпеште | Будимпешта, Мађарска          | Шљака   | Мелани Шнел        | 7–6(6), 6–1   |
| 2.  | 14. септембар 1996. | Чешки опен                | Карлове Вари, Чешка Република | Шљака   | Пати Шнидер        | 6–2, 3–6, 6–4 |
| 3.  | 22. новембар 1996.  | Тајланд опен              | Патаја Сити, Тајланд          | Тврда   | Тамарин Танасугарн | 7–6(4), 6–4   |
| 4.  | 20. јун 1997.       | Ордина опен               | Росмален, Холандија           | Трава   | Миријам Ореманс    | 5–7, 6–2, 6–4 |

### Порази појединачно (4)
| Легенда           |
| ----------------- |
| Тијер I (0)       |
| Тијер II (2)      |
| Тијер III (1)     |
| Тијер IV (1)      |
| Гренд слем (0)    |
| ВТА шампионат (0) |

| Бр. | Датум          | Турнир               | Локација               | Подлога | Противница     | Резултат'            |
| 1.  | 28. јул 1995.  | Штајерска опен       | Штајерска, Аустрија    | Шљака   | Јудит Вајснер  | 6–7, 3–6             |
| 2.  | 2. мај 1997.   | Немачка опен         | Хамбург, Немачка       | Шљака   | Ива Мајоли     | 3–6, 2–6             |
| 3.  | 9. април 1999. | Бош и Ломб шампионат | Амелија Ајланд, САД    | Шљака   | Моника Селеш   | 2–6, 3–6             |
| 4.  | 23. јун 2000.  | Ордина опен          | Хертохенбос, Холандија | Трава   | Мартина Хингис | 2–6, 0–3, предат меч |

### Победе у паровима (5)
| Легенда           |
| ----------------- |
| Тијер I (0)       |
| Тијер II (0)      |
| Тијер III (2)     |
| Тијер IV (3)      |
| Гренд слем (0)    |
| ВТА шампионат (0) |

| Бр. | Датум         | Турнир       | Локација                      | Подлога | Партнерка        | Противнице                    | Резултат'           |
| 1.  | 9. јул 1994.  | Палермо опен | Палермо, Италија              | Шљака   | Лаура Гароне     | Алиће Канепа Ђулија Казони    | 6–1, 6–0            |
| 2.  | 19. мај 1995. | Борнмут опен | Борнмут, Уједињено Краљевство | Шљака   | Маријан де Сварт | Кери-Ана Гас Патриша Хај-Буле | 6–3, 7–5            |
| 3.  | 18. јул 1997. | Праг опен    | Праг, Чешка Република         | Шљака   | Карина Хабсудова | Ева Мартинцова Хелена Вилдова | 6–1, 5–7, 6–2       |
| 4.  | 25. јул 1997. | Варшава опен | Варшава, Пољска               | Шљака   | Инес Гороћатеги  | Кетрин Беркли Мајке Бабел     | 6–4, 6–0            |
| 5.  | 25. јул 1997. | Ордина опен  | Хертохенбос, Холандија        | Трава   | Нађа Петрова     | Ким Клајстерс Миријам Ореманс | 7–6(5), 6–7(5), 6–4 |

### Порази у паровима (5)
| Легенда           |
| ----------------- |
| Тијер I (0)       |
| Тијер II (1)      |
| Тијер III (3)     |
| Тијер IV (1)      |
| Гренд слем (0)    |
| ВТА шампионат (0) |

| Бр. | Датум            | Турнир                     | Локација                | Подлога | Партнерка               | Противнице                          | Резултат'        |
| 1.  | 3. јануар 1997.  | Турнир Златна Обала        | Гоулд Коуст, Аустралија | Тврда   | Силвија Фарина Елија    | Наоко Киџимита Нана Мијаги          | 6–3, 6–7, 3–6    |
| 2.  | 2. мај 1997.     | Немачка опен               | Хамбург, Немачка        | Шљака   | Ива Мајоли              | Анке Хубер Мери Пирс                | 6–2, 6–7, 2–6    |
| 3.  | 14. јул 2000.    | Палермо опен               | Палермо, Италија        | Шљака   | Вирхинија Руано Паскуал | Силвија Фарина Елија Рита Гранде    | 4–6, 6–0, 7–6(6) |
| 4.  | 12. јануар 2001. | Муриља Хобарт интернашонал | Хобарт, Аустралија      | Тврда   | Вирхинија Руано Паскуал | Кара Блек Јелена Лиховцева          | 4–6, 1–6         |
| 5.  | 12. јануар 2001. | Трофеј Санекса             | Ноке-Хајст, Белгија     | Шљака   | Андриа Ехрит-Ванц       | Вирхинија Руано Паскуал Магуи Серна | 4–6, 3–6         |